# Муктадія
Аль-Муктадія (араб. المقدادية) — місто в Іраці в провінції Діяла.
Розташоване за 80 км на північний схід від Багдаду та за 30 км на північний схід від Баакуби, на висоті 54 м над рівнем моря.
Населення міста становить близько 298 000 чоловік. Велика частина населення представлена арабами, проживають також курди та туркомани. До 1960-70-х років основу населення Муктадії становили курди-шиїти; зараз чисельність курдського населення оцінюється всього в 3 %.
Місто існувало ще за часів перської Сасанидської імперії, і носило тоді назву «Шахрабан» (воно й досі так називається курдською).